# Giuseppe Siccardi (scultore)

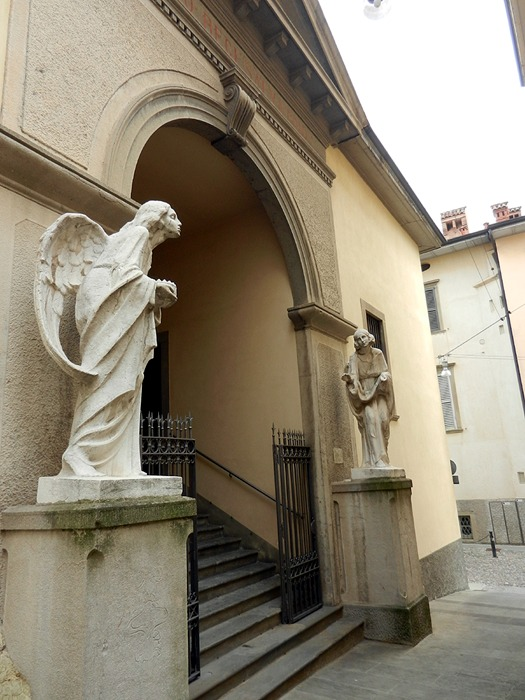
Bergamo chiesa di San Salvatore-Giuseppe Siccardi

Giuseppe Siccardi (Albino, 18 luglio 1883 – Bergamo, 18 febbraio 1956) è stato uno scultore italiano.

## Biografia
Figlio di un marmista che lo mandò a studiare presso la scuola dell'Accademia Carrara divenne allievo di Ponziano Loverini e ne sposò la figlia Antonietta. Del maestro scolpì il busto conservato nell'accademia di Bergamo. Nel 1906 vinse una borsa di studio che gli permise di spostarsi a Roma a seguire i corsi della scuola Libera di nudo di via Ripetta di Ettore Ferrari, dove studiò le opere dei maestri del passato. Nel 1921 espose alla Mostra Internazionale d'Arte Sacra di Milano e nel 1922 eseguì la lapide alla memoria di Cesare Tallone. Nel 1936 fu presente alla Triennale di Milano, esponendo poi in molte città italiane. Sue sono le due statue raffiguranti la Legge e il Diritto poste all'ingresso del palazzo di Giustizia di Bergamo, nonché le statue poste sul fastigio degli altari della basilica di Santa Maria Assunta di Gandino.
Profondo conoscitore del marmo dal quale aveva ottenuto molteplici ed eleganti opere, verso gli anni Venti Siccardi approfondì un nuovo genere d'arte: il bassorilievo in cera. Con quel nuovo materiale ottenne opere sacre pregnanti di profondo misticismo. Fra le opere più significative si ricordano la "Pietà" nel Cimitero di Palazzolo sull'Oglio, le sei statue poste sulla facciata della Basilica del Santissimo Sacrificio di Como e molte altre sculture conservate presso collezioni private.

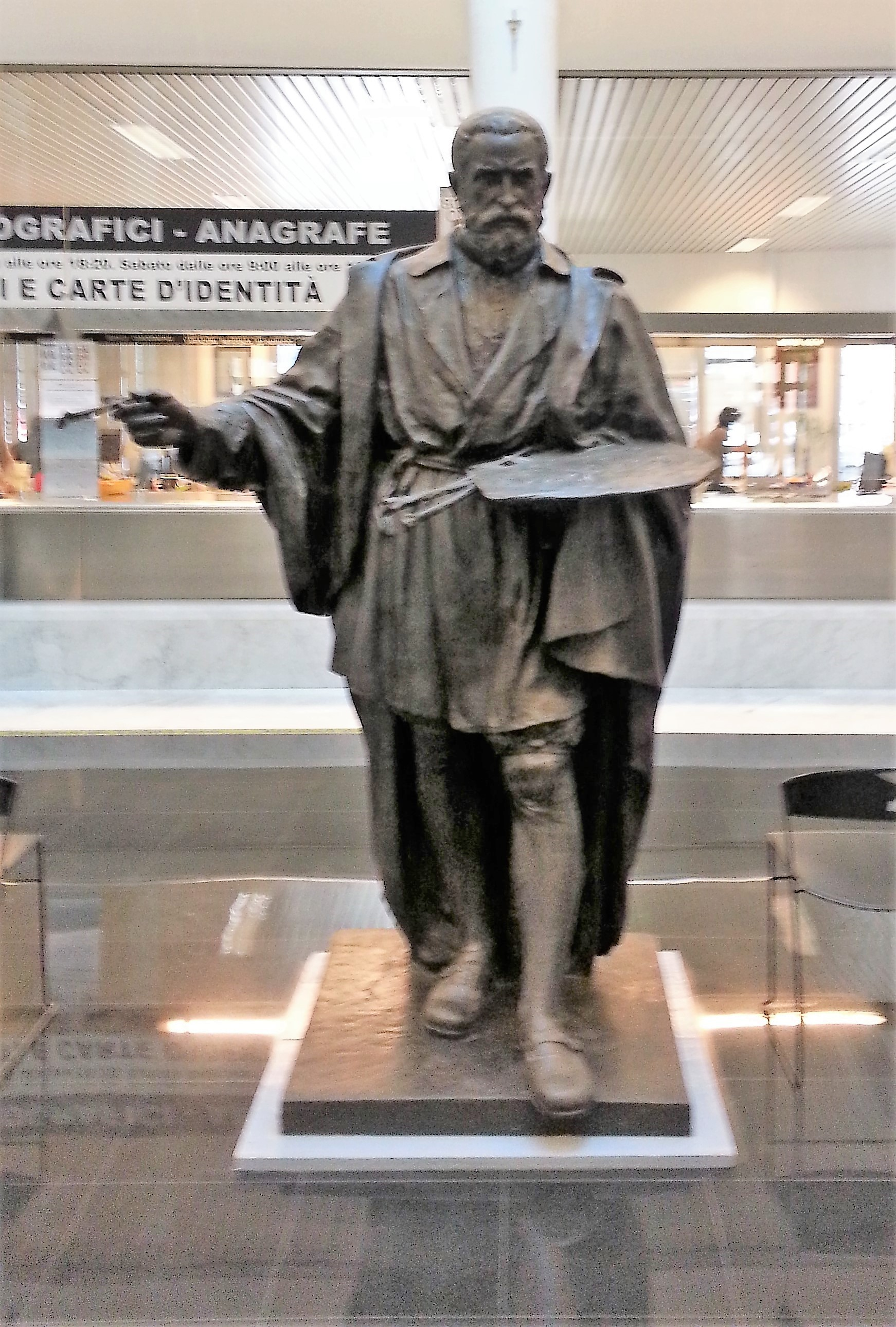
Giuseppe Siccardi - Giovan Battista Moroni

Lo scultore Nino Galizzi scrisse su di lui nel 1922: "Lo spirito delicato di Siccardi e il suo talento modellatore e scolpitore non si adatta naturalmente al monumentale. [...] Siccardi è lo scultore delle giovani madri e dei corpi impuberi, dei bambini [...] Ha la passione del sentimento accorato dei piccoli e delle fragilità. Li sa rendere con una delicatezza esemplare di minuzie e di gesti. Modellatore, come ho detto, delicato, a volte delicatissimo."
La Galleria Tadini di Lovere conserva un suo ritratto scultoreo di Giovanni Battista Zitti, databile ai primi anni del novecento.